# Néa Poteídaia
Néa Poteídaia är en ort i Grekland.   Den ligger i prefekturen Chalkidike och regionen Mellersta Makedonien, i den nordöstra delen av landet, 250 km norr om huvudstaden Aten. Néa Poteídaia ligger 19 meter över havet och antalet invånare är 1 559. Orten grundades på platsen för den antika staden Potidaia och har fått sitt namn Efter denna.
Terrängen runt Néa Poteídaia är platt.  Närmaste större samhälle är Néa Moudhaniá, 6,6 km nordväst om Néa Poteídaia. 